# Wojna Kurukszetra

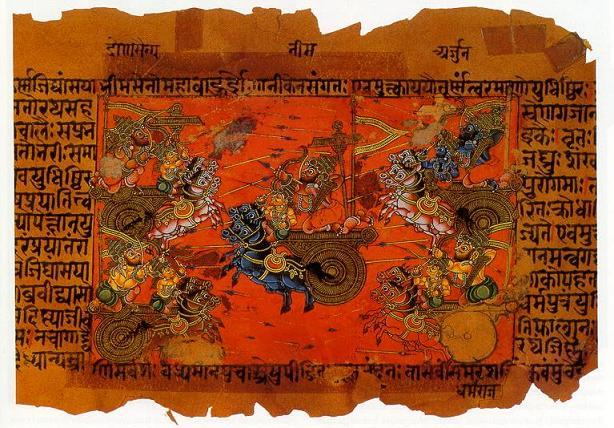
Ilustracja manuskryptu „Mahabharaty”, przedstawiającego wojnę Kurukszetra.

Wojna Kurukszetra (dewanagari: कुरुक्षेत्र युद्ध) – najważniejszy epizod w epickim dziele literatury indyjskiej Mahabharacie, opisujący walkę dynastyczną między klanami Kaurawów i Pandawów o tron Hastinapuru.
W epizodzie tym pojawia się święty dla wyznawców hinduizmu tekst rozmowy między bogiem Kryszną i jego przyjacielem Ardźuną – Bhagawadgita – który określa Krysznę jako Najwyższego Boga i przedstawia sposób doskonalenia człowieka, który pozwoli mu uwolnić się z cyklu inkarnacji i połączyć z Kryszną.
Miejsce bitwy na polu Kurukszetra (co oznacza: „kraj klanu Kuru”) znajduje się obecnie w indyjskim stanie Hariana, 150 km na północ od Delhi. Według większości obliczeń wojna miała miejsce około roku 3100 p.n.e. W hinduizmie miejsce bitwy uznane jest za święte, codziennie tłumy pielgrzymów przybywają w to miejsce, aby obserwować zachód Słońca, stąd też nazywano to miejsce Dharmakszetra (święte miejsce pielgrzymek).
Opis wojny w Mahabharacie zajmuje 1/4 tego dzieła, chociaż walki trwały zaledwie 18 dni. Większość opisów dotyczy indywidualnych walk różnych bohaterów z obu klanów, dyplomacji wojennej, rodzajów broni itp. Rozdziały od szóstego do dziesiątego (nazwane Parvas) uznawane są za najstarsze. Tekst rozmowy między Bogiem Kryszną i Ardźuną – Bhagawadgita – uznawany jest przez naukowców za późniejszy dodatek do Mahabharaty.

## Przygotowania do wojny
Spór między Kaurawami i Pandawami wybuchł z powodu oszustwa Kaurawów podczas gry w kości, w wyniku czego Pandawowie musieli udać się na wygnanie na okres 13 lat. Konflikt zaostrzył się, kiedy Durjodana (najstarszy z Kaurawów), powodowany zawiścią odmówił oddania Pandawom tronu po ich powrocie z wygnania.
Za radą Kryszny Pandawowie usiłowali rozwiązać konflikt w drodze pokojowych mediacji. Balarama (brat Boga Kryszny) usilnie nakłaniał Pandawów do uniknięcia wojny za wszelką cenę. Jednak Pandawowie oprócz prowadzenia negocjacji kontynuowali przygotowania do wojny, nawiązując sojusze.
Wysłannik Pandawów został obrażony i odesłany przez Durjodanę, wbrew radom starca Bhiszmy (dziadka Ardźuny). Wówczas Kryszna sam podjął się misji pokojowej w Hastinapurze. Jednak Durjodana poczuł się urażony odmową Kryszny zamieszkania w jego domu i spiskował, aby aresztować boga. Gdy Kryszna zjawił się w pałacu, aby przedstawić propozycje zawarcia pokoju, zaślepiony zawiścią Durjodana kazał aresztować boga. Kryszna zaśmiał się i objawił zebranym w olśniewającej boskiej postaci. Po powrocie do Pandawów Kryszna oznajmił, że jego misja pokojowa została odrzucona.
Do Kryszny udali się z prośbą o pomoc Durjodana i Ardźuna. Bóg zaproponował do wyboru albo swoją potężną armię albo siebie samego bez broni. Ardźuna poprosił Krysznę, aby został woźnicą jego rydwanu, a bezbożny Durjodana wybrał armię Boga. Pandawowie mieli 7 dywizji, zwanych akszauhini, pod dowództwem Dristadjumny, a Kaurawowie 11 dywizji wojska pod dowództwem Bhiszmy. Wojownicy uzbrojeni byli głównie w łuki, topory, miecze i włócznie. W walkach używano słoni oraz koni.

## Bitwy

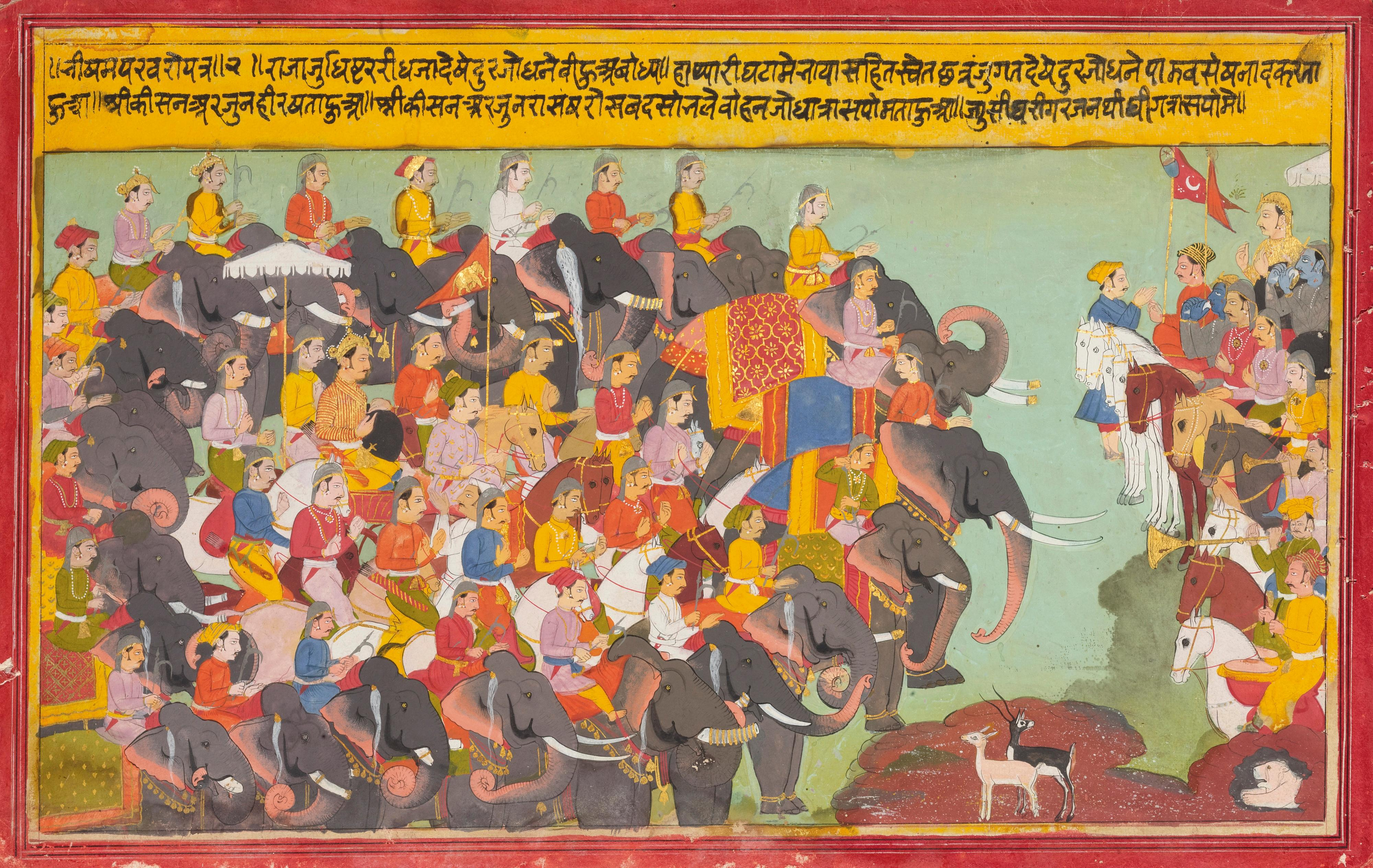
Amie gotowe do walki

Mahabharata opisuje tę wojnę jako najbardziej krwawą w dziejach świata (w ciągu zaledwie 18 dni zginęli prawie wszyscy wojownicy) i początek „ery zła” (kali juga). Była to wojna na wyniszczenie przeciwnika. Chociaż wojowników obowiązywał kodeks honorowy, to większość z nich walczyła nieuczciwie. Walki toczyły się tylko za dnia i polegały na indywidualnych potyczkach oraz zbiorowych atakach na linie wroga. Codziennie ogłaszano zwycięzcę na podstawie liczby zabitych przez niego wrogów. Pandawowie, chociaż mniej liczni, mieli lepszą taktykę i wykorzystywali strategię zaskakiwania wroga.
Przed walką Ardźunę ogarnęły wątpliwości, czy powinien walczyć z własnym dziadkiem i szanowanym nauczycielem i czy powinien zabijać wrogów z własnej rodziny. Kryszna wytłumaczył mu, że jest to walka między złem i dobrem (dharma i adharma) a rodzina Ardźuny stanęła po stronie zła i grzechu. Bóg objawił się Ardźunie jako Pan Wszechświata i pogromca zła. Przekonał Ardźunę, że zabijając demonicznych ludzi zabija tylko ich ciała, podczas gdy ich dusze dostąpią wyzwolenia.

### Pierwszy dzień bitwy
Karna ponownie odmawia Krysznie podjęcia walki po stronie Pandawów deklarując swe oddanie Durjodhanie. Jujutsu przechodzi na stronę Pandawów. Bhiszma sieje spustoszenie w armii Pandawów, którzy ponoszą znaczne straty.

### Drugi dzień
Biszma rozbija formację Krauncza-wjuha. Ardźuna zaatakował swego dziadka Bhiszmę, dowódcę Kaurawów, i zmusił go do ucieczki z pola bitwy. Kaurawowie stracili wielu wojowników. Bima pokonuje Kalingów i Niszadów.

### Trzeci dzień
Kaurawowie w formacji Garuda skoncentrowali atak na Ardźunie, jednak bez powodzenia. W tej formacji dziobem Garudy był Bhiszma, oczami Drona i Kritawarman, głową Krypa i syn bramina Drony Aśwatthaman wspierani przez armie Trigartów, Kekajów i Watadhanów. Durjodhana ze swą armią tworzył ogon i tułów Garudy, a pozostałe armie Kaurawów tworzyły jego skrzydła. Pandawowie z kolei utworzyli kontr-formację w kształcie pół-księżyca. Bhima otoczony przez licznych władców tworzył prawy róg księżyca, Dhrisztadjumna i Śikhandin z cała armią Pańcalów wypełnili środek a jego centrum na czele dywizji jeźdźców na słoniach stanowił Judhiszthira, natomiast lewy róg księżyca formował syn Bhimy Ghatotkacza wraz z rakszasami. Tam też stał Ardźuna. Durjodana zaatakował Pandawów i zmusił ich armię do odwrotu. Ardźuna niechętnie zaatakował swojego dziadka Bhiszmę, czym wywołał gniew Kryszny.

### Czwarty dzień
Durjodana zaatakował Bhimę przy pomocy słoni bojowych. Bhima, uzbrojony tylko w maczugę, odparł atak i zabił ośmiu braci Durjodany, jednak został ciężko ranny. Bhiszma radził Durjodanie, aby starał się zawrzeć pokój z Pandawami, ale bez powodzenia.

### Piąty dzień
Krwawe walki trwały; Ardźuna zabił tysiące wojowników Kaurawów.

### Szósty, siódmy i ósmy dzień
Pandawowie ponieśli ogromne straty w ludziach, zabity został także syn Ardźuny- Iravan.

### Dziewiąty dzień
Kryszna znowu rozgniewał się na widok niechęci z jaką Ardźuna walczył przeciwko Bhiszmie.

### Dziesiąty dzień
Pandawowie postanowili zabić Bhiszmę podstępem. Wysłali przeciwko niemu Szikandiego, który w poprzednim wcieleniu był kobietą i z tego powodu Bhiszma odmawiał z nim walki. Za Szikandim skrył się Ardźuna, który z łuku ugodził Bhiszmę strzałami i zranił go śmiertelnie. Bhiszma umierał kilka dni i widział klęskę Kaurawów. Nowym dowódcą Kaurawów został Drona.

### Jedenasty dzień
Ardźuna, jako doskonały łucznik odparł atak Drony, który potem przysiągł, że zabije Ardźunę. Durjodana namówił króla Bhagadattę (syna demona zabitego przez Krysznę), aby zabił Ardźunę. Bhagadatta był najsilniejszym człowiekiem na Ziemi i miał wiele ogromnych słoni bojowych.

### Dwunasty dzień
Zaczęła się długotrwała walka między Ardźuną i Bhagadattą, w końcu syn demona został zabity. Przeciwko Kaurawom walczył syn Ardźuny – Abhimanju, który poległ w walce.

### Piętnasty dzień
Śmierć Drony – powiedziano mu (niezgodnie z prawdą), że jego syn zginął, wtedy Drona pełny goryczy porzucił swoją broń oraz opuścił swoje ciało, osiągając samadhi. Wtedy go zabito. Dowództwo armii Kaurawów obejmuje Karna.

### Szesnasty dzień
Wojska Pandawów ustawiły się w szyku ptaka a Kaurawowie utworzyli sierp księżyca. Ardźuna pokonuje Karnę.

### Kolejne dni
Wielu z Kaurawów próbowało uciekać, lecz bezskutecznie. Durjodhana zostaje zabity przez Bhimę (ten ugodził go wcześniej w udo za poniżenie kiedyś Draupadi).
Zginęli prawie wszyscy wojownicy oprócz pięciu Pandawów (Judhisztira, Ardźuna, Bhima, Nakula, Sahadewa) i pięciu ich sojuszników. Wszyscy Kaurawowie i ich sprzymierzeńcy polegli. W ten sposób walka między siłami dobra i zła zakończyła się zwycięstwem dobra, pod opieką boga Kryszny. Królem Hastinapuru został Judhistira, który wkrótce przekazał władzę wnukowi Ardźuny – Parikszitowi.

## Autentyczność wojny Kurukszetra
Większość naukowców uważa wojnę Kurukszetra za fakt historyczny (podobnie jak wojnę trojańską), rozbieżności dotyczą ustalenia dokładnej daty bitwy
- Dr S. Balakrishna ustalił rok 2559 p.n.e. za pomocą obliczeń kolejnych zaćmień Księżyca.
- Prof. I.N. Iyengar ustalił rok 1478 p.n.e. obliczając podwójne zaćmienia i koniunkcje Saturna i Jowisza.
- Dr B.N. Achar ustalił rok 3067 p.n.e. obliczając pozycje planet według Mahabharaty.
- Śri P.V. Holey ustalił datę 13 listopada 3143 roku p.n.e. za pomocą pozycji planet i systemu kalendarza.
- Dr P.V.Vartak ustalił datę 16 października 5561 roku p.n.e. obliczając pozycje planet.